# Manuel Fernández de la Cera
Manuel Fernández de la Cera, cuyos artículos periodísticos pueden aparecer firmados como M. Campa o Manolo de la Campa (Villatresmil, Tineo, 7 de marzo de 1940), es un político asturiano. Licenciado en filosofía y letras, y en ciencias de la información por la Universidad Complutense de Madrid. Actualmente, es el presidente del Consejo de Comunidades Asturianas.
Fue catedrático de bachillerato en los institutos de Gijón y Luarca y posteriormente Decano del Colegio Oficial de Doctores y Licenciados de Filosofía y Letras.
Ha sido colaborador asiduo de diversos medios de comunicación social, escribiendo especialmente artículos relacionados con la vida cultural asturiana. Dichos artículos han aparecido firmados, habitualmente, como M. Campa o Manolo de la Campa.
Se inició políticamente en el Partido Socialista Popular (PSP), dirigido por el profesor Tierno Galván y que más tarde se integró en el Partido Socialista Obrero Español (PSOE). Tras las elecciones autonómicas de 1983, fue llamado, por el entonces Presidente del Principado de Asturias, Pedro de Silva, para formar parte de su gobierno como consejero de Educación, Cultura y Deportes.
Su gestión en torno a la política lingüística respecto al asturiano le llevó a mantener diversos enfrentamientos: con los asturianistas, firmes defensores de la oficialidad, que consideraban sus políticas insuficientes; y con los detractores de este movimiento, que consideraban que las políticas llevadas a cabo por Cultura hacían demasiadas concesiones a los asturianistas y ponían en peligro el español. Finalmente, fue sustituido el 9 de enero de 1990 por Jorge Esteban Fernández Bustillo, tras la remodelación efectuada por Pedro de Silva.
| Predecesor: Antonio Masip Hidalgo | Consejero de Educación, Cultura y Deportes 1983 - 1990             | Sucesor: Jorge Esteban Fernández Bustillo |
| Predecesor: Antonio Trevín Lombán | Presidente del Consejo de Comunidades Asturianas 2004 - actualidad | Sucesor: en el cargo                      |